# Aquilia
Aquilia va ser una llei romana aprovada el 572 de la fundació de Roma (181 aC) a proposta del tribú de la plebs Luci Aquil·li, segons sembla. Aquesta llei derogava les anteriors lleis que tractaven dels danys provovats per les injúries que causaven pèrdues.
Sobre els seus termes no hi a prou informació, però es pot dir que un capítol condemnava al que matava esclaus propis o d'altres, quadrúpedes i altres animals dels que van en ramats, a pagar el màxim valor que hagués tingut aquell any l'esclau o l'animal. El segon capítol estava fora d'ús des del temps d'Ulpià; aquest capítol potser tractava de defraudacions comeses sense disminuir el valor de la cosa d'altres, o potser sobre els serfs corruptes. El tercer capítol tractava dels danys provocats per incendi o altre mètodes tant als animals com a les propietats d'altres, havia d'abonar el que valia en els 30 dies anteriors.